# Париджини, Витторио
Витторио Париджини (итал. Vittorio Parigini; род. 25 марта 1996, Монкальери, Пьемонт) — итальянский футболист, нападающий клуба «Дженоа», выступающий на правах аренды за «Комо».

## Клубная карьера
Витторио Париджини — воспитанник итальянского футбольного клуба «Торино». Сезон 2013/14 он на правах аренды провёл за команду Серии B «Юве Стабия». Летом 2014 года Париджини был отдан в аренду другому клубу Серии B «Перуджа». 8 ноября того же года он забил свой первый гол в лиге, выведя свою команду вперёд в счёте в домашнем поединке против клуба «Виртус Энтелла».
Летом 2016 также на правах аренды Париджини присоединился к клубу Серии А «Кьево Верона». 21 августа того же года он дебютировал в главной итальянской лиге, выйдя на замену в самой концовке домашнего матча с миланским «Интером». Первую половину 2017 года Париджини отыграл за команду Серии B «Бари», а в конце лета того же года перешёл в стан новичка Серии А «Беневенто».